# Dewene
Dewene (bułg. Девене) – wieś w Bułgarii, w obwodzie Wraca, w gminie Wraca. W 2024 roku liczyła 881 mieszkańców.